# São João do Cariri
São João do Cariri é um municipío histórico da Paraíba, tendo sido uma das primeiras freguesias e vilas do estado. Centro político e administrativo de uma área territorial que se estendia do sertão dos cariris velhos até a Borborema, a cidade integrou a grande maioria dos futuros municípios da região em sua jurisdição, desde os tempos coloniais, passando pelo império.
Cidade da Região Geográfica Intermediária de Campina Grande, Região Geográfica Imediata de Campina Grande. Está a 458 metros de altitude, 216 km distante de João Pessoa e em 2010 sua população era de 4 344 habitantes segundo o IBGE e sua área territorial é de 612,966 km². A cidade faz parte do Sertão do Cariri Paraibano.

## História
A colonização de São João do Cariri remete às últimas décadas do século XVII, por doação de carta-sesmaria. Logo a povoação, que teve por primeira denominação Travessia do Quatro Caminhos, evoluiu para a condição de Freguesia, criada em 3 de abril de 1750, sob a evocação de Nossa Senhora dos Milagres. Com extensa área territorial sob seus domínios eclesiásticos, a povoação recebeu a instalação de um julgado (tribunal de justiça dos tempos coloniais) em 1776, o que lhe possibilitou a criação da Villa Real de São João do Cariry, em 5 de maio de 1800.Já no século XIX, em 1854, foi elevada à categoria de Comarca, ganhando foros de cidade, quais as vilas da época. 

## Geografia
O município está incluído na área geográfica de abrangência do semiárido brasileiro, definida pelo Ministério da Integração Nacional em 2005. Esta delimitação tem como critérios o índice pluviométrico, o índice de aridez e o risco de seca. No território de São João do Cariri é predominante a caatinga, com cactáceas, predegulhos e serrotes.

### Clima
Dados do Departamento de Ciências Atmosféricas, da Universidade Federal de Campina Grande, mostram que São João do Cariri apresenta um clima com média pluviométrica anual de 384,8 mm e temperatura média anual de 24,0 °C.
| Dados climatológicos para São João do Cariri  | Dados climatológicos para São João do Cariri | Dados climatológicos para São João do Cariri | Dados climatológicos para São João do Cariri | Dados climatológicos para São João do Cariri | Dados climatológicos para São João do Cariri | Dados climatológicos para São João do Cariri | Dados climatológicos para São João do Cariri | Dados climatológicos para São João do Cariri | Dados climatológicos para São João do Cariri | Dados climatológicos para São João do Cariri | Dados climatológicos para São João do Cariri | Dados climatológicos para São João do Cariri | Dados climatológicos para São João do Cariri |
| Mês                                           | Jan                                          | Fev                                          | Mar                                          | Abr                                          | Mai                                          | Jun                                          | Jul                                          | Ago                                          | Set                                          | Out                                          | Nov                                          | Dez                                          | Ano                                          |
| --------------------------------------------- | -------------------------------------------- | -------------------------------------------- | -------------------------------------------- | -------------------------------------------- | -------------------------------------------- | -------------------------------------------- | -------------------------------------------- | -------------------------------------------- | -------------------------------------------- | -------------------------------------------- | -------------------------------------------- | -------------------------------------------- | -------------------------------------------- |
| Temperatura máxima média (°C)                 | 32,4                                         | 31,8                                         | 31,2                                         | 30,5                                         | 29,3                                         | 28,2                                         | 27,9                                         | 29,1                                         | 30,6                                         | 32,2                                         | 32,9                                         | 33,0                                         | 30,8                                         |
| Temperatura média (°C)                        | 25,3                                         | 25,0                                         | 24,6                                         | 24,3                                         | 23,5                                         | 22,5                                         | 22,1                                         | 22,4                                         | 23,4                                         | 24,4                                         | 25,0                                         | 25,4                                         | 24,0                                         |
| Temperatura mínima média (°C)                 | 20,6                                         | 20,6                                         | 20,5                                         | 20,3                                         | 19,6                                         | 18,6                                         | 17,7                                         | 17,7                                         | 18,7                                         | 19,5                                         | 20,1                                         | 20,6                                         | 19,5                                         |
| Precipitação (mm)                             | 25,9                                         | 54,1                                         | 90,4                                         | 81,3                                         | 48,1                                         | 31,0                                         | 22,9                                         | 6,3                                          | 1,8                                          | 5,3                                          | 6,3                                          | 12,1                                         | 384,8                                        |
| Fonte: Departamento de Ciências Atmosféricas. |                                              |                                              |                                              |                                              |                                              |                                              |                                              |                                              |                                              |                                              |                                              |                                              |                                              |

## Turismo
O velho São João do Cariri tem um potencial turístico bastante significativo. Na parte antiga da cidade, conserva-se um antigo casario colonial, com vistosos sobrados e casarões que remontam ao Brasil colônia e império, apesar das destruições do seu patrimônio ao longo dos anos. Nesse casario, se encontra um sobrado árabe, com arquitetura mourisca e inscrições árabes no frontão. É um dos poucos do Nordeste. Na sua zona rural encontram-se intrigantes inscrições rupestres de épocas pré-colombianas. A famosa Muralha do Meio do Mundo, muro natural de pedras que corta a Paraíba e adentra no Rio Grande do Norte, passa por São João do Cariri, no sítio Picoitos. Essa antiga cidade ainda tem a sua grande festa de padroeira: a festa de Nossa Senhora dos Milagres. Uma das maiores e mais antigas festas de padroeira do interior do Nordeste, celebrada desde 1750, com enorme quantidade de fiéis de várias partes da velha Freguesia.

## Cultura
Em São João do Cariri é muito forte a tradição oral. Nas histórias contadas, figuram lendas e mitos locais. Contos de assombrações do casario antigo, histórias de botijas enterradas e almas penadas são passadas de geração em geração aos filhos da cidade. Na zona rural permeiam relatos sobre entes fantásticos da mata, como a Caipora, também conhecida por Comadre Florzinha. Mistura-se ao imaginário coletivo de São João uma herança religiosa muito marcante que remete ao catolicismo rústico e popular, denotando a presença de rezadoras e benzedeiras, aflorada ainda mais durante sua festa de padroeiro.

## Flora e fauna
Flora e fauna do município de São João do Cariri:

### Flora
Espécies vegetais comuns do município de São João do Cariri:
| Nome popular | Nome científico           | Uso                   |
| ------------ | ------------------------- | --------------------- |
| mandacaru    | Cereus jamacaru           | alimentação/medicinal |
| xique-xique  | Pilosocereus gounellei    | medicinal             |
| facheiro     | Pilosocereus piauhyensis  | medicinal/outros      |
| catingueira  | Caesalpinia sp.           | medicinal             |
| jurema       | Mimosa sp.                | lenha/construção      |
| favela       | Cnidoscolus phyllacanthus | diversos              |
| pereiro      | Aspidosperma pyrifolium   | medicinal/construção  |
| juazeiro     | Ziziphus joazeiro         | medicinal/alimentação |
| umburana     | Bursera leptophloeos      | medicinal/construção  |

Outros espécies vegetais comuns na região do Cariri Paraibano:
| Nome popular     | Nome científico               | Família          |
| ---------------- | ----------------------------- | ---------------- |
| angico           | Anadenanthera macrocarpa      | Mimosaceae       |
| angico monjolo   | Piptadenia zehntneri          | Mimosaceae       |
| aroeira          | Astronium urundeuva           | Anacardiaceae    |
| baraúna          | Schinopsis brasiliensis       | Anacardiaceae    |
| barriguda        | Cavanillesia arborea          | Bombacaceae      |
| burra-leiteira   | Sapium sp.                    | Euphorbiaceae    |
| caatinga branca  | Croton heterocalyx            | Euphorbiaceae    |
| caroá            | Neoglaziovia variegata        | Bromeliaceae     |
| catingueira      | Caesalpinia pyramidalis       | Caesalpiniaceae  |
| coroa de frade   | Melocactus sp.                | Cactaceae        |
| craibeira        | Tabebuia caraiba              | Bignoniaceae     |
| cumaru           | Coumarouna odorata            | Papilionoideae   |
| facheiro         | Pilosocereus sp.              | Cactaceae        |
| faveleiro        | Cnidoscolus phyllacanthus     | Euphorbiaceae    |
| feijão brabo     | Capparis flexuosa             | Capparaceae      |
| jericó           | Selaginella convoluta         | Selaginellaceae  |
| juazeiro         | Ziziphus joazeiro             | Rhamnaceae       |
| jucá, pau-ferro  | Caesalpinia ferrea            | Caesalpiniaceae  |
| jurema branca    | Pithecellobium dumosum        | Mimosaceae       |
| jurema de embira | Pithecellobium dumosum        | Mimosaceae       |
| jurema preta     | Pithecellobium sp.            | Mimosaceae       |
| mandacaru        | Cereus jamacaru               | Cactaceae        |
| marmeleiro       | Croton sonderianus            | Euphorbiaceae    |
| mofumbo          | Combretum leprosum            | Combretaceae     |
| moleque-duro     | Cordia leucocephala           | Boraginaceae     |
| mororó           | Bauhinia forficata            | Caesalpinioideae |
| palmatória       | Opuntia palmadora             | Cactaceae        |
| pereiro          | Aspidosperma pyrifolium       | Apocynaceae      |
| pinhão           | Jatropha sp.                  | Euphorbiaceae    |
| quipá            | Opuntia inamoena              | Cactaceae        |
| quixabeira       | Bumelia sartorum              | Sapotaceae       |
| tambor           | Enterolobium contortisiliquum | Mimosoideae      |
| umburana         | Bursera leptophloeos          | Burseraceae      |
| umbuzeiro        | Spondias tuberosa             | Anacardiaceae    |
| unha-de-gato     | Acacia farnesiana             | Mimosoideae      |
| xique-xique      | Pilosocereus gounellei        | Cactaceae        |

Plantas medicinais da farmacopéia índia e de uso comum no interior da Paraíba:
| Nome popular        | Nome científico           |
| ------------------- | ------------------------- |
| abóbora-jerimum     | Cucurbita pepo            |
| alecrim             | Rosmarinus officinalis    |
| angico-manso        | Piptadenia macrocarpa     |
| aroeira             | Myracrodruon              |
| arruda              | Ruta graveolens           |
| babosa              | Aloe vera                 |
| cana-de-macaco      | Costus spicatus           |
| cajueiro            | Anacardium occidentale    |
| capim-santo         | Cymbopogon citratus       |
| corda-santa         | Argemone mexicana         |
| catingueira         | Caesalpinia pyramidalis   |
| cidreira-de-arbusto | Lippia alba               |
| colônia             | Alpinia zerumbet          |
| cumaru              | Amburana cearensis        |
| erva-doce           | Foeniculum vulgare        |
| espinheira-santa    | Maytenus ilicifolia       |
| favela              | Cnidoscolus phyllacanthus |
| fedegoso            | Heliotropium indicum      |
| goiabeira           | Psidium guajava           |
| hortelã-miúda       | Mentha × villosa          |
| juazeiro            | Ziziphus joazeiro         |
| jurema-preta        | Mimosa tenuiflora         |
| jurubeba            | Solanum paniculatum       |
| macela              | Egletes viscosa           |
| malva-rosa          | Geranium erodiflorum      |
| mastruz             | Chenopodium ambrosioides  |
| mororó              | Bouchinia cheillantha     |
| mulungu             | Erythrina velutina        |
| pau-d'arco-roxo     | Tabebuia avellanedae      |
| quebra-pedra        | Phyllanthus niruri        |
| quixabeira          | Sideroxylon obtusifolium  |
| saião               | Bryophyllum pinnatum      |
| vassourinha         | Scoparia dulcis           |

### Fauna
Fauna comum no município de São João do Cariri:
Mamíferos:
| Nome popular            | Nome científico       |
| ----------------------- | --------------------- |
| furão                   | Mustela sp.           |
| gambá                   | Didelphis sp.         |
| gatos diversos          | Felidae               |
| mocó                    | Kerodon rupestris     |
| morcego                 | Chiroptera            |
| peba de corroxo (tatu)? | Euphractus sexcinctus |
| preá                    | Cavia aperea          |
| punaré                  | Thrichomys sp.        |
| raposa                  | Vulpes sp.            |
| rolo da peste           |                       |
| sagüi                   | Callithrix sp.        |
| tamanduá preto          | Tamandua tetradactyla |
| tatu                    | Tolypeutes sp.        |
| timbú                   | Didelphis sp.         |

Aves:
| Nome popular       | Nome científico        |
| ------------------ | ---------------------- |
| arribaçã           | Zenaida auriculata     |
| azulão             | Passerina brissonii    |
| bacurau            | Caprimulgidae          |
| caboré             | Tyto alba              |
| carcará            | Polyborus plancus      |
| casaca-de-couro    | Pseudoseisura cristata |
| cibito             | Coereba flaveola       |
| concriz            | Icterus jamacaii       |
| coruja             | Strigiformes           |
| galo-de-campina    | Paroaria dominicana    |
| gavião             | Ciconiiformes          |
| jandaia            | Aratinga solstitialis  |
| juriti             | Leptotila sp.          |
| lambú              | Crypturellus sp.       |
| papa-vento         |                        |
| periquito-gangarra |                        |
| rolinha            | Columbidae sp.         |
| salta-caminho      |                        |
| seriema            | Cariama cristata       |
| urubu              | Cathartidae sp.        |

Répteis:
| Nome popular                | Nome científico         |
| --------------------------- | ----------------------- |
| calango                     | Tropidurus sp.          |
| calango-bico-doce           | Tropidurus sp.          |
| camaleão                    | Iguana iguana           |
| cascavel                    | Crotalus durissus       |
| casco-de-burro              | Liophis viridis         |
| cobra-de-veado              | Corallus hortulanus     |
| cobra preta                 | Clelia sp.              |
| cobra-cipó                  | Chironius bicarinatus   |
| cobra-coral                 | Micrurus sp.            |
| cobra-coral-de-bucho-branco | Micrurus sp.            |
| corre-campos                | Thamnodynastes pallidus |
| jararaca-do-rabo-fino       | Bothrops sp.            |
| lagartixa                   | Gekkonidae              |
| salamandra                  | Salamandridae           |

Anfíbios:
| Nome popular | Nome científico   |
| ------------ | ----------------- |
| caçote       |                   |
| cururu       | Bufo sp.          |
| gia          | Leptodactylus sp. |

Peixes:
| Nome popular | Nome científico |
| ------------ | --------------- |
| chupa-pedra  | Hypostomus sp.  |
| curimatã     | Prochilodus sp. |
| piaba        | Astyanax sp.    |

Artrópodes:
| Nome popular      | Nome científico           |
| ----------------- | ------------------------- |
| abelha africana   | Apis mellifera scutellata |
| abelha pimenta    | Apis sp.                  |
| abelha uruçu      | Melipona scutellaris      |
| aranha (diversos) | Araneae                   |
| aripuá            | Trigona spinipes          |
| barata-d'água     | Belostomatidae            |
| barata preta      | Blattaria                 |
| barbeiro          | Triatoma sp.              |
| besouro mangangá  | Bombus sp.                |
| caranguejeira     | Lasiodora sp.             |
| cavalo-do-cão     | Pepsis sp.                |
| cupira            | Partamona cupira          |
| escorpião-amarelo | Tityus stigmurus          |
| grilo             | Gryllidae                 |
| mané-magro        | Stiphra robusta           |
| maribondo         | Hymenoptera               |
| mosca-de-sombra   |                           |
| mutuca            | Tabanus bovinus           |
| piolho-de-cobra   | Sphaerotheriida           |
| pulga             | Siphonaptera              |
| tubiba            | Scaptotrigona tubiba      |

## Caririenses notórios
- Biografias de naturais da cidade